# Ntaba
Ntaba ist ein Verwaltungsbezirk (Ward) des Distrikts Busokelo in der tansanischen Region Mbeya.

## Geografie
Ntaba liegt im Südwesten von Tansania und hat eine Fläche von 30 Quadratkilometern. Bei der Volkszählung 2022 lebten hier 7420 Menschen in 2110 Haushalten.

## Gliederung
Der Bezirk besteht aus drei Gemeinden (Mtaa) mit 13 Orten (Kitongoji):
| Kapulampunguti - Mpunguti - Ndola - Katago - Kapula - Ndengele | Nsanga - Lusungo - Kapali - Nsanga - Njombe | Ilamba - Masundo - Katilu - Lupando - Kilambo |

## Wirtschaft und Infrastruktur
- Landwirtschaft: Da Ntaba zur Tieflandzone von Busokelo zählt, werden hier Reis, Mais, Maniok, Bohnen, Erbsen und Kokosnüssen angebaut. Die wichtigsten Nutztiere sind Rinder, Ziegen und Schweine.[6]
- Gesundheit  In Ntaba befinden sich ein öffentliches Gesundheitszentrum[7] und eine private Apotheke.[8] Eine öffentliche Apotheke gibt es in Nsanga.[9]